# Anglo Irish Bank

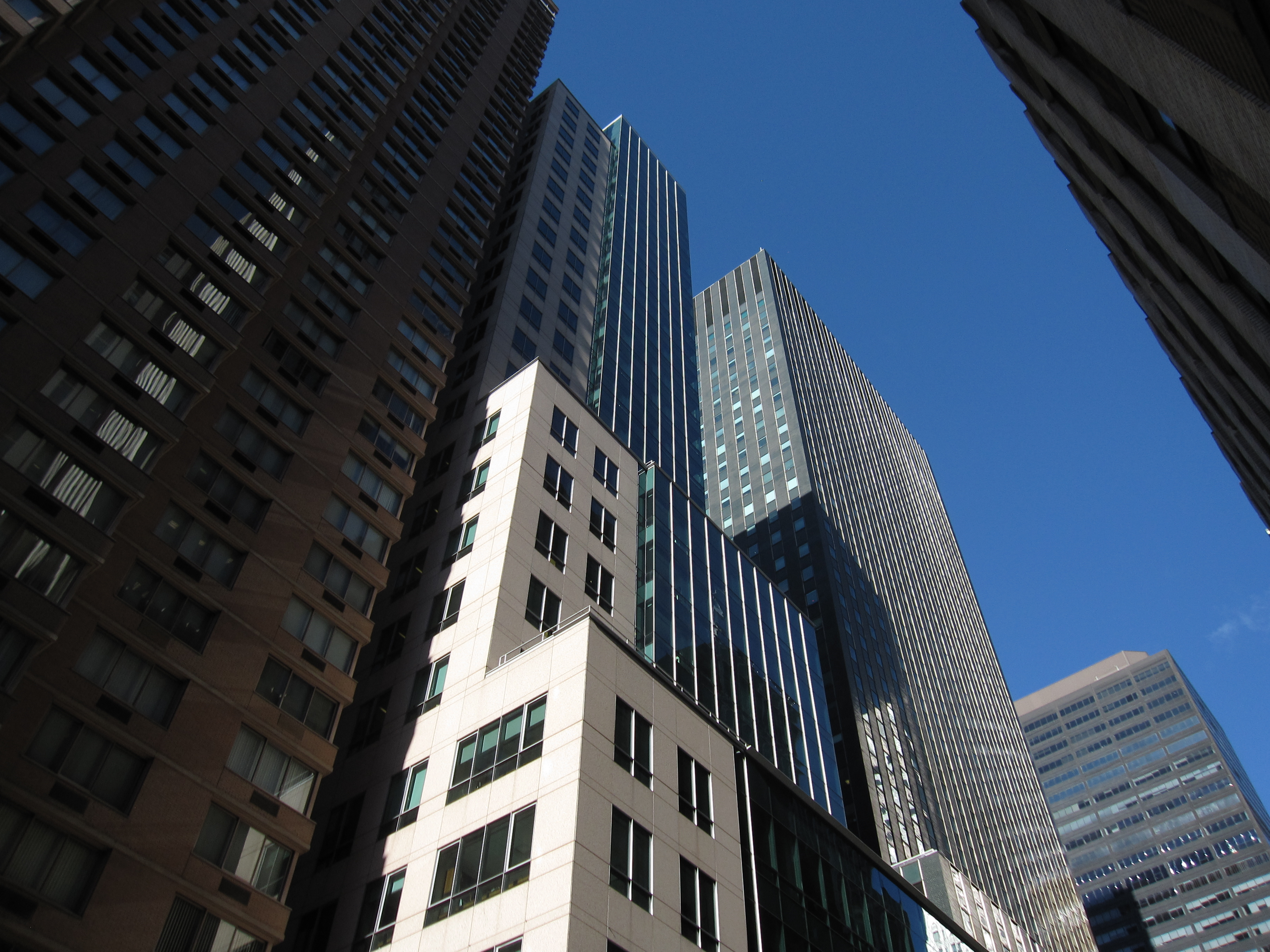
Anglo Irish Bank in New York

Anglo Irish Bank (Iers: Banc Angla-Éireannach) was een Ierse bank die een hoofdrol speelt in de Ierse kredietcrisis. Door de ongebreidelde kredietverlening kwam de bank in 2008 in financiële problemen toen de kredietcrisis uitbrak. De bank werd genationaliseerd en uiteindelijk geliquideerd. Uit onderzoek bleek het bestuur van Anglo Irish toezichthouders en publiek te hebben misleid, ze hadden geld geleend aan bevriende relaties om de aandelenkoers hoog te houden en zijn zelf grote persoonlijke leningen aangegaan zonder zekerheden te vertrekken. Diverse bestuurders zijn veroordeeld of zijn aangeklaagd.
Deze bank moet niet verward worden met de Ierse bank Allied Irish Banks, die over het algemeen wordt aangeduid met de afkorting AIB. Vandaar dat deze afkorting NIET gebruikt wordt voor Anglo Irish Bank: als er al een verkorte naam wordt gebruikt is dat meestal Anglo of Anglo irish.

## Nationalisatie
In januari 2009 kwam Anglo, samen met de andere Ierse banken, in grote financiële problemen. Op 21 januari 2009 werd een speciale wet aangenomen: de The Anglo Irish Bank Corporation Act, 2009. De wet maakte de nationalisatie van de bank mogelijk en alle aandelen kwamen in handen van de minister van Financiën. Per dezelfde datum werd het bedrijf opnieuw ingeschreven als een Private Limited Company of Plc. Omdat alle aandelen nu in handen van de staat waren vervielen de noteringen op de London Stock Exchange en de Irish Stock Exchange.

## Ondergang
Anglo is niet de enige Ierse bank die in de problemen is gekomen. Alle banken in Ierland zijn heel hard getroffen door de globale kredietcrisis en daarop volgende economische recessie. In Ierland waren de effecten nog groter dan in veel andere landen omdat er sprake was van een enorme vastgoed zeepbel.

### Keltische Tijger
De economie van Ierland maakte het laatste decennium een heel sterke economische groei door die vaak wordt aangeduid met de term Keltische Tijger. De eerste periode liep in de jaren negentig van de 20e eeuw en eindigde met de implosie van de Internetzeepbel. De tweede Celtic Tiger periode begon rond 2004 en had haar hoogtepunt in 2008, waarna ze implodeerde tijdens de mondiale kredietcrisis. De term Keltische Tijger is geïnspireerd op de term Aziatische Tijgers: de landen in Zuidoost Azië die in de jaren tachtig en negentig van de 20e eeuw een heel snelle economische groei doormaken.
Een van de redenen voor de snelle economische groei was het gunstige belastingklimaat waardoor het voor internationale bedrijven aantrekkelijk was om hun (Europese) hoofdkantoren in Ierland te vestigen. Ook het lidmaatschap van de Europese Unie (EU) droeg bij aan de snelle groei: omdat Ierland tot aan het laatste decennium van de 20e eeuw economisch en technologisch achterliep op andere West-Europese landen ontving ze steun voor het verbeteren van de infrastructuur.
Veel multinationals op het gebied van IT, zoals Microsoft, Hewlett-Packard en Google, en farmacie, waaronder Bell Labs en Abbott Laboratories, vestigden niet alleen het Europese hoofdkantoor in Ierland, maar ook productiefaciliteiten, ontwikkel- en research-centra alsmede meertalige service afdelingen. Niet alleen de lage belastingen, maar ook een gericht economisch beleid om deze bedrijven met subsidies of speciale voorwaarden naar Ierland te halen droegen hieraan bij.

### Vastgoedzeepbel
Door deze heel snelle groei en veel werkgelegenheid, zowel voor de Ierse bevolking als veel werknemers uit -voornamelijk- Europese landen zorgden voor een grote vraag naar woonruimte. Op grote schaal werd er geïnvesteerd in grote vastgoedprojecten en hele nieuwe wijken of zelfs (voor)steden werden gebouwd. Behalve woningen werden ook heel veel kantoorgebouwen, winkelcentra en openbare gebouwen ontwikkeld en om dit allemaal mogelijk te houden werd er ook veel infrastructuur gebouwd: wegen, tramlijnen, spoorwegen etc.
De overheid bood ook allerlei financiële prikkels om te investeren in vastgoed: projectontwikkelaars en particulieren werden aangemoedigd om te investeren in vastgoed. Al deze activiteiten werden vervolgens gefinancierd met geleend geld. Omdat de vastgoedprijzen explosief stegen waren banken meer dan bereid om heel hoge leningen te verstrekken: zowel gewone hypotheken aan particulieren om een eigen woning te kunnen kopen en/of 2e woningen voor verhuur en/of vakantie als ook aan projectontwikkelaars: bedrijven die enkele jaren eerder heel klein begonnen waren konden nu tientallen tot honderden miljoenen euros aan financiering krijgen via de banken. Pas toen de kredietcrisis uitbrak, werden waarschuwingen dat de vastgoed-zeepbel uit elkaar kon spatten serieus genomen.

### Staatssteun
Toen de kredietcrisis zich ontwikkelde en duidelijk werd dat de Ierse banken extra kwetsbaar waren vanwege de extreem hoge kredieten voor vastgoed besloot de Ierse overheid de banken te redden. Als eerste maatregel garandeerde ze volledig alle spaartegoeden bij de banken. Dit om te voorkomen dat iedereen tegelijk het geld zouden opeisen bij de banken, om een eventueel faillissement van de bank voor te zijn; maar daardoor juist de banken in problemen te brengen. Vervolgens moest voorkomen worden dat alle Ierse banken alsnog failliet zouden gaan vanwege de enorme verliezen op vastgoedleningen door de dalende huizenprijzen. Omdat gedacht wordt dat een niet commerciële overheidsinstelling meer tijd en geduld kan opbrengen om vastgoed kredieten op lange termijn zo veel mogelijk te innen is National Asset Management Agency (NAMA) opgezet. NAMA neemt (delen van) de slechte krediet-portefeuilles over van commerciële banken voor een deel van de kredietwaarde (nu ongeveer 50%) zodat de commerciële banken hun verlies kunnen afboeken maar er wel direct geld (liquide middelen) voor terugkrijgen.

### In liquidatie
Op 1 juli 2011 werd de Irish Bank Resolution Corporation (IBRC) opgericht. Deze kreeg van de overheid de taak de staatsbanken Ango Irish Bank en de eveneens genationaliseerde Irish Nationwide Building Society, over te nemen. Beide banken gingen op in IBRC. In februari 2013, na de verkiezingen, wilde de nieuwe regering zo snel als mogelijk van de banken af. Er werd een programma opgesteld om alle activa te verkopen en daarmee zo goed als mogelijk alle bestaande schulden af te lossen. Een jaar later werd voor € 7,3 miljard aan Britse leningen van de Anglo Irish Bank verkocht aan een groep Amerikaanse investeerders. Het was de grootste transactie van dit soort tot dat moment. De opbrengst wordt gebruikt om de geldinjectie van € 34 miljard in beide banken door de Ierse overheid gedaan, terug te betalen. In maart 2015 had IBRC voor in totaal € 16,5 miljard aan verkopen gerealiseerd. Hiervan werd € 14,7 miljard betaald aan NAMA en de rest, na aftrek van de kosten van de liquidatie, ging naar de staatskas. Er resteerde toen nog € 3,6 miljard aan activa. Eind 2015 waren alle activa verkocht.

## Schandalen
Bovenstaande geldt voor de meeste grote Ierse banken. Maar Anglo kreeg het nog extra moeilijk: niet alleen had ze te veel geld uitgeleend in goed vertrouwen, er zijn ook sterke verdenkingen dat bestuurders van Anglo bewust geknoeid hebben met de cijfers. Er lopen strafrechtelijke procedures tegen voormalige bestuurders.
Een aantal van de schandalen die in het nieuws kwamen:

### Leningen aan eigen directieleden
De bank had meerdere kredieten aan haar bestuursvoorzitter, Sean FitzPatrick, en enkele andere bestuurders verstrekt die ze vervolgens gebruikten om te investeren op de vastgoedmarkt. Tegenover deze kredieten stonden geen of veel te lage garanties. Veel van deze leningen die de bestuurders dus aan henzelf verstrekten werden boekhoudkundig verborgen gehouden zodat deze niet zichtbaar zouden zijn in de jaarverslagen of bij audits. Hoewel in het laatste jaarverslag onder oud bewind een bedrag van ongeveer 40 miljoen euro op de balans stond als leningen aan de directieleden bedroeg dit in werkelijkheid meer dan 150 miljoen euro.

### Geheime leningen aan gouden klanten
Anglo verstrekte aan een groepje gouden klanten heel hoge kredieten waarmee deze bevriende relaties dan vervolgens aandelen in de bank kochten om daarmee onder andere de koers van het aandeel te beïnvloeden. De grootste lener was Seán Quinn en zijn bedrijven in de Quinn Group. Quinn was tot aan het ineenstorten van de financiële markten een van de meest succesvolle en rijke Ierse zakenmensen. Hij had een imperium opgebouwd met diverse activiteiten. De meest bekende is Quinn Insurance: een verzekeringsbedrijf wat ziektekosten en andere typen verzekeringen aanbiedt. Op 30 maart 2010 benoemde de rechtbank op verzoek van de Ierse tegenhanger van de AFM en/of DNB een curator of bewindvoerder benoemd. Quinn Insurance voldeed niet aan de vermogenseisen die aan een verzekeringsbedrijf gesteld worden en werd daarom onder bewind geplaatst. Sindsdien heeft Quinn Insurance enkele activiteiten afgestoten en er is een herstructurering van de organisatie doorgevoerd; maar het bedrijf blijft gewoon doordraaien en nieuwe verzekeringen aanbieden. Het is nog niet duidelijk of de bewindvoerders uit zijn op het verkopen van Quinn Insurance of dat het zelfstandig blijft bestaan.
Sean Quinn en de bedrijven van Quinn Group hadden in totaal zo'n € 2,8 miljard aan schulden bij Anglo Irish en de bedrijven nog eens € 1,2 miljard extra die (deels) gegarandeerd zijn door Quinn Insurance. Deze garantie bracht de toezichthouder ertoe om Quinn Insurance onder toezicht te stellen omdat ze in acute financiële problemen zou komen als Anglo Quinn Insurance zou aanspreken op deze garantie.
Van deze laatste schuld moet € 780 miljoen nog dit jaar geherfinancierd worden. Gezien de enorme schuldenlast overweegt Anglo nu om Quinn Group een financiële injectie te geven van € 700 miljoen. Van dit geld zou € 150 miljoen naar de verzekeringstak gaan om de balans in orde te krijgen en zo'n € 550 miljoen zou naar de obligatiehouders gaan. Anglo zou hierdoor meerderheidsaandeelhouder in Quinn Group worden.

### Leningen aan directie Smart Telecom
Op 15 april 2010 publiceerde de Ierse krant Irish Independent dat Brian Murtagh, de oprichter van Kingspan en voormalige bestuursvoorzitter van telecom-bedrijf Smart Telecom een rechtszaak had verloren om € 1,2 miljoen te mogen behouden als kosten van levensonderhoud in een zaak waar schuldeisers proberen € 28 miljoen van hem te innen.
Murtagh zou ooit bezittingen hebben gehad ter waarde van €271 miljoen en daarmee tot de groep van rijkste mensen in Ierland hebben gehoord, maar hij heeft nu € 353 miljoen verplichtingen/schulden, waarvan een substantieel deel verschuldigd aan Anglo. Omdat Mutyagh niet werd toegestaan om 1,2 miljoen te mogen houden voor levensonderhoud zou hij moeten rondkomen van een pensioenuitkering van € 11.000. Deze zaak tegen de voormalige CEO van Smart volgde op een eerdere actie van Anglo waarbij ze van de voormalige CFO van Smart, Oisin Fanning, aanspraken op een lening van € 8,6 miljoen. Volgens Fanning was hij onder druk gezet om € 8,6 miljoen te lenen om aandelen in Smart Telecom te kopen, maar dat Anglo Irish Bank daarbij expliciet had aangegeven dat ze nooit de persoonlijke garantstelling zouden aanspreken. Hij was in de overtuiging dat hij deze lening niet hoefde terug te betalen.
Murtagh is voor 40% eigenaar van Howard Holdings, een vastgoed projectontwikkelaar uit Cork. Het bedrijf zou ongeveer 500 miljoen aan schulden hebben bij Anglo maar Murtagh heeft verklaard dat hij zich in het geheel niet verantwoordelijk voelt voor deze schulden.

## Geschiedenis
Hieronder een verkorte tijdlijn met de hoogte- en dieptepunten in het bestaan van Anglo:
- 1964 – Anglo Irish Bank opgericht Dublin.
- 1971 – Aandelen in Anglo Irish genoteerd op de effectenbeurs.
- 1988 – Anglo koopt Irish Bank of Commerce.
- 1995 – De bank koopt Royal Trust Bank (Oostenrijk) van de Royal Bank of Canada en hernoemt deze tot Anglo Irish Bank (Austria). Anglo Irish neemt ook een leningen-portefeuille over van Allied Dunbar.
- 1996 – Anglo Irish koopt Ansbacher Bankers, dat in 1950 was opgericht in Dublin.
- 1998 – Anglo Irish koopt Oostenrijkse vestigingen van Le Crédit Lyonnais en voegt deze samen met haar bestaande Oostenrijkse activiteiten.
- 1999 – De bank koopt het Ierse Smurfit Paribas Bank, een joint venture waarbij Banque Paribas had geholpen met de oprichting in 1983.
- 1999 – Anglo Irish neemt leningen over van Bayerische Hypo- und Vereinsbank.
- 2001 – Anglo Irish koopt Banque Marcuard Cook & Cie. in Genève, Zwitserland, en wijzigt de naam in Anglo Irish Bank (Suisse).
- 2005 – CEO Seán FitzPatrick treedt af om voorzitter te worden. David Drumm vervangt hem als CEO.
- 2007 – In januari nam Seán Quinn een aandelenbelang van 5% in Anglo Irish voor $ 750 miljoen.
- 2007 – In januari 2007 noemde consultant Oliver Wyman Anglo Irish de beste bank in de wereld in een onderzoek wat gepubliceerd werd ten tijde van het World Economic Forum in Davos, Zwitserland.[28]
- 2008 – David Drumm koopt voor $ 3 miljoen een huis in Cape Cod en na zijn ontslag als CEO verhuist hij er met de familie naartoe. Drumm laat het huis als homestead registreren zodat het niet snel door schuldeisers in beslag worden genomen. Ook liet hij een hoge schutting rond het huis plaatsen tegen pottenkijkers.[29]
- 2008 – In juli 2008 zet Quinn bepaalde investeringen in de bank om naar gewone aandelen waardoor het belang van hem en zijn familie in de bank toeneemt tot 15%.
- 2008 – In december nemen FitzPatrick en Drumm ontslag vanwege de ongedekte leningen die ze aan henzelf verstrekt hadden.
- 2009 – Merrill Lynch verklaarde, na het innen van een consultancy-factuur van $ 11 miljoen, dat de bank financieel gezond is ("financially sound"). Deze verklaring kwam 11 dagen voordat de Ierse regering de bank nationaliseerde.[30]
- 2009 – De Ierse regering nationaliseert Anglo Irish waarbij Irish Stock Exchange en de London Stock Exchange de notering beëindigen. Op 19 januari neemt de directie ontslag zodat de overheid een nieuw managementteam kan benoemen.
- 2010 – Alan Dukes aangesteld als voorzitter.
- 18 maart 2010 – Voormalige voorzitter en CEO Sean FitzPatrick gearresteerd voor fraude.
- 31 maart 2010 – Met € 12,7 miljard rapporteert Anglo het grootste financiële verlies ooit in het Ierse bedrijfsleven.[31]
- 2 juni 2010 - Ierse minister van Financiën, Brian Lenihan, kondigt een extra kapitaalinjectie van € 2 miljard aan.[32]
- 9 september 2010 – Ierse regering verklaart dat ze Anglo zal opsplitsen in een good bank en een bad bank. Deze beslissing volgt op overleg met en toestemming van Europese toezichthouder.[33]
- 29 september 2010 – In het Ierse parlement verklaart de minister van Financiën dat de uiteindelijke schade voor de staat kan oplopen tot € 35 miljard.[34]
- 1 oktober 2010 – Minister van Financiën verklaarde dat alles gedaan zal worden om de volledige schuld van € 2,8 miljard te innen van de familie Quinn.[35] Een paar dagen later verklaarde de familie Quinn dat ze (nog steeds) de intentie heeft om de volledige schuld terug te betalen aan Anglo.[36]
- 2016 - Drie oud bestuurders van Anglo werden veroordeeld vanwege misleiding. Zij stelden de resultaten van Anglo gunstiger voor dan de realiteit.[37] John Bowe, Willie McAteer en Denis Casey kregen celstraffen van 2 tot 3,5 jaar.
- 2018 - Een rechtbank in Dublin veroordeelde oud-CEO David Drumm tot een gevangenisstraf van zes jaar wegens fraude.[38] Drumm stond aan het hoofd van Anglo Irish Bank tot 2009. Hij had een constructie opgezet met de bank-verzekeraar Irish Life & Permanent om de klantendeposito's van de bank met € 7,2 miljard te verhogen, waardoor de balans steviger oogde dan die in werkelijkheid was.[38] Toen de rechtszaak tegen Drumm begon, zat hij vijf maanden in voorhechtenis in een Amerikaanse cel. In 2016 werd hij aan Ierland uitgeleverd.[38]